# Mitsubishi Tredia
Mitsubishi Tredia – kompaktowy samochód osobowy produkowany przez japońską firmę Mitsubishi w latach 1982–1990. Dostępny jako 4-drzwiowy sedan. Do napędu używano silników R4 o pojemnościach 1,4, 1,6, 1,8 oraz 2,0 litra. Moc przenoszona była na oś przednią poprzez 4- lub 5-biegową manualną bądź 3-biegową automatyczną skrzynię biegów.

## Dane techniczne (R4 1600 Turbo)

### Silnik
- R4 1,6 l (1598 cm³), 2 zawory na cylinder, SOHC, turbo
- Układ zasilania: b/d
- Średnica cylindra × skok tłoka: 76,90 mm × 86,00 mm
- Stopień sprężania: b/d
- Moc maksymalna: 114 KM (84 kW) przy 5500 obr./min
- Maksymalny moment obrotowy: 169 N•m przy 3500 obr./min

### Osiągi
- Przyspieszenie 0-100 km/h: 9,1 s
- Prędkość maksymalna: 180 km/h